# Austrosciapus capricornis
Austrosciapus capricornis är en tvåvingeart som beskrevs av Daniel J. Bickel 1994. Austrosciapus capricornis ingår i släktet Austrosciapus och familjen styltflugor. Inga underarter finns listade i Catalogue of Life.